# St. Vitus (Wickerstedt)

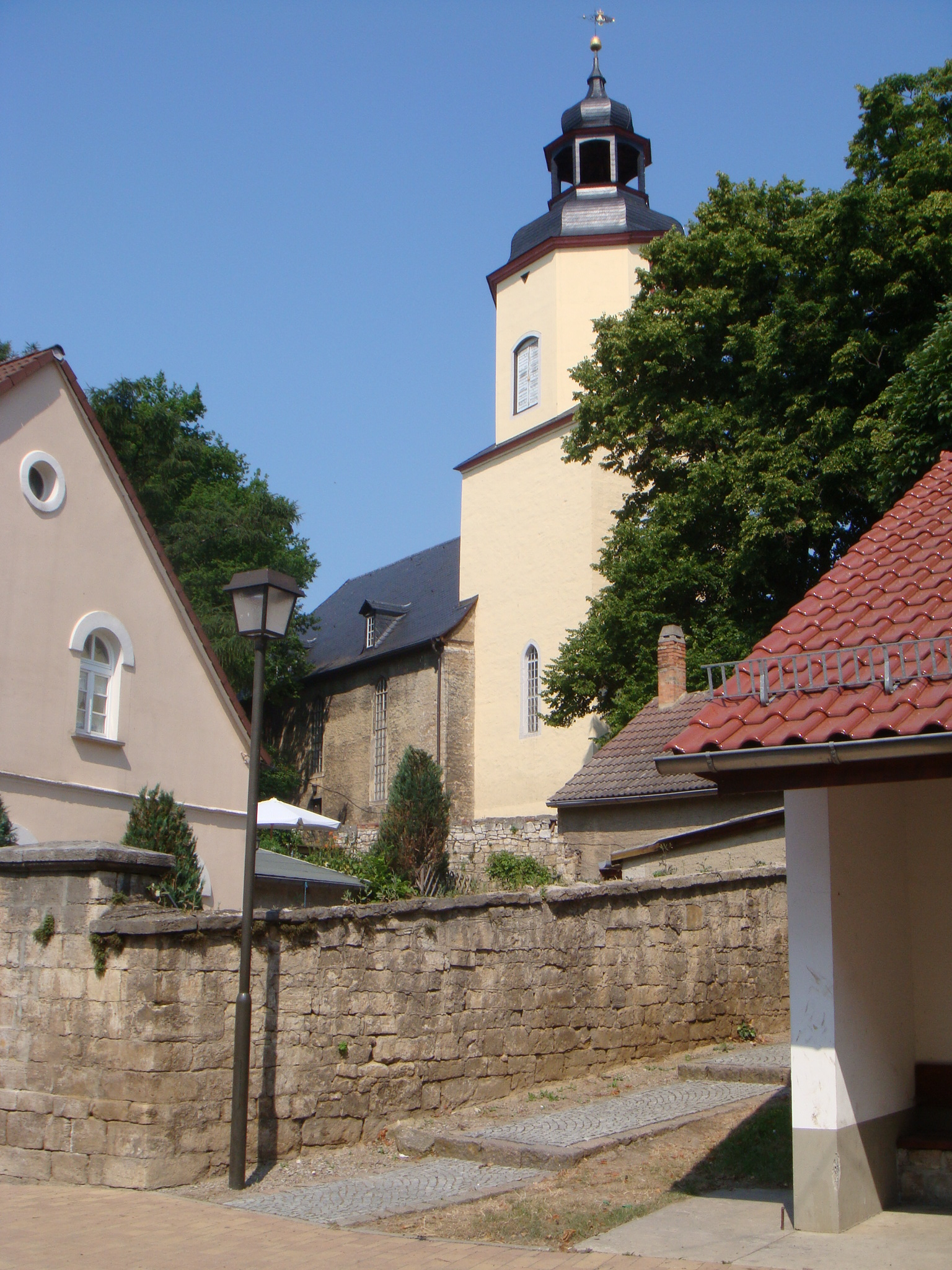
Wickerstedt Dorfkirche

Die evangelische Dorfkirche St. Vitus ist eine barocke Saalkirche im Ortsteil Wickerstedt von Bad Sulza im Landkreis Weimarer Land in Thüringen. Sie gehört zur Kirchengemeinde Bad Sulza II im Kirchenkreis Apolda-Buttstädt der Evangelischen Kirche in Mitteldeutschland.

## Geschichte
Die einschiffige Kirche mit einem eingezogenen, annähernd quadratischen Chorturm wurde 1680 möglicherweise unter Wiederverwendung von Teilen des Vorgängerbauwerks erbaut. Nach einem Brand im Jahr 1719 wurde eine Wiederherstellung und Neuausstattung begonnen, die vermutlich bis 1739, dem Datum an der Wetterfahne, andauerten. In den Jahren 1873–1875 wurde das Bauwerk renoviert und eine Sakristei in Form einer Ostapsis angebaut. Von 1986 bis 1993 wurde eine umfassende Restaurierung durchgeführt.

## Architektur
An Schiff und Chor sind große, abgefaste und teils erneuerte Spitzbogenfenster von 1680 eingebaut. Andere Fensterformen und Türöffnungen sowie der achteckige Turmoberteil mit geschweifter Haube wurden im 18. Jahrhundert geschaffen.
Der Kirchenraum ist eine Emporenhalle mit dreiseitiger, zweigeschossiger Empore. Er ähnelt der Kirche in Eberstedt und ist wahrscheinlich zugleich mit dieser entstanden. Das Mittelschiff ist mit einem stuckierten hölzernen Tonnengewölbe gedeckt. Darin sind vier stuckgerahmte Fenstern eingeschnitten. Die Dekoration des Gewölbes umfasst sechs Medaillons mit Geburt und Passion Christi und den Evangelisten sowie Stuckspiegeln mit Szenen aus dem Alten Testament. An den Schildwänden, die wie in Eberstedt durch ein umlaufendes Gesims abgesetzt sind, finden sich thematisch entsprechende Gemäldekartuschen in reicher Stuckrahmung. Diese Gestaltung betont die Überhöhung des Mittelschiffs, sodass St. Vitus auch als Pseudobasilika zu betrachten ist. Die Qualitöt der Gemälde ist eher handwerklich.

## Ausstattung

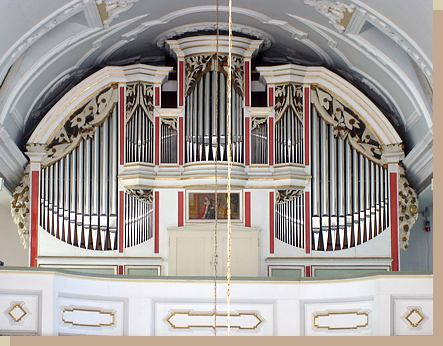
Orgelprospekt

### Altar
Ein dreiachsiger, zweizoniger Kanzelaltar von 1875 ist mit schlanken Säulen und Pilastern gegliedert. Ein Abendmahlsgemälde von einem früheren Kanzelaltar des 18. Jahrhunderts ist jetzt an der Patronatsloge im Westen des Schiffes angebracht. Über dem Altar ist ein kleines Kruzifix des frühen 16. Jahrhunderts angeordnet. Die Ausstattung wird ergänzt durch einen kelchartigen barocken Taufstein, der auch eine Neuschöpfung aus dem späten 19. Jahrhundert sein könnte.

### Orgel
Die Orgel ist ein Werk von Heinrich Nicolaus Trebs aus dem Jahr 1738 mit 20 Registern auf zwei Manualen und Pedal. Anno 1783 verschönerte Mich. Wiegend, Nachb. u. Gem. Syndikus allh. die hiesige Orgel durch ein Glockenspiel, welches er von dem Apotheker Hrn. Wührlich, zu Blankenhayn für 60 Rthl. gekauft hatte, u. auf eigene Kosten durch den Orgelbauer Molau einsetzen ließ. (Gemeindekirchenbuch) 1831 unterzog Johann Gottlob Töpfer (Weimar) das Instrument seiner Revision. 1835	baute Johann Christian Adam Gerhard (Dornsdorf) hier sein letztes Werk. 1863/64 ergänzte Adalbert Förtsch (Blankenhain) fünf weitere Register. Johann Gottlob Töpfer (Weimar) nahm das Instrument ab. 1917/1920 baute Friedrich Wilhelm Emil Heerwagen (Weimar) die Pfeifen zur Abgabe aus dem Prospekt und erstellte einen Neubau, was im Spieltisch eingetragen wurde. 1973/1974 unterzog Günter Bahr (Weimar) das Instrument einer neobarocken Umgestaltung (mit denkmalwerten Registern der Orgel aus Flurstedt). In den Jahren 2004, 2006 und 2007 oblag der Firma Orgelbau Waltershausen die Generalsanierung.

### Glocken

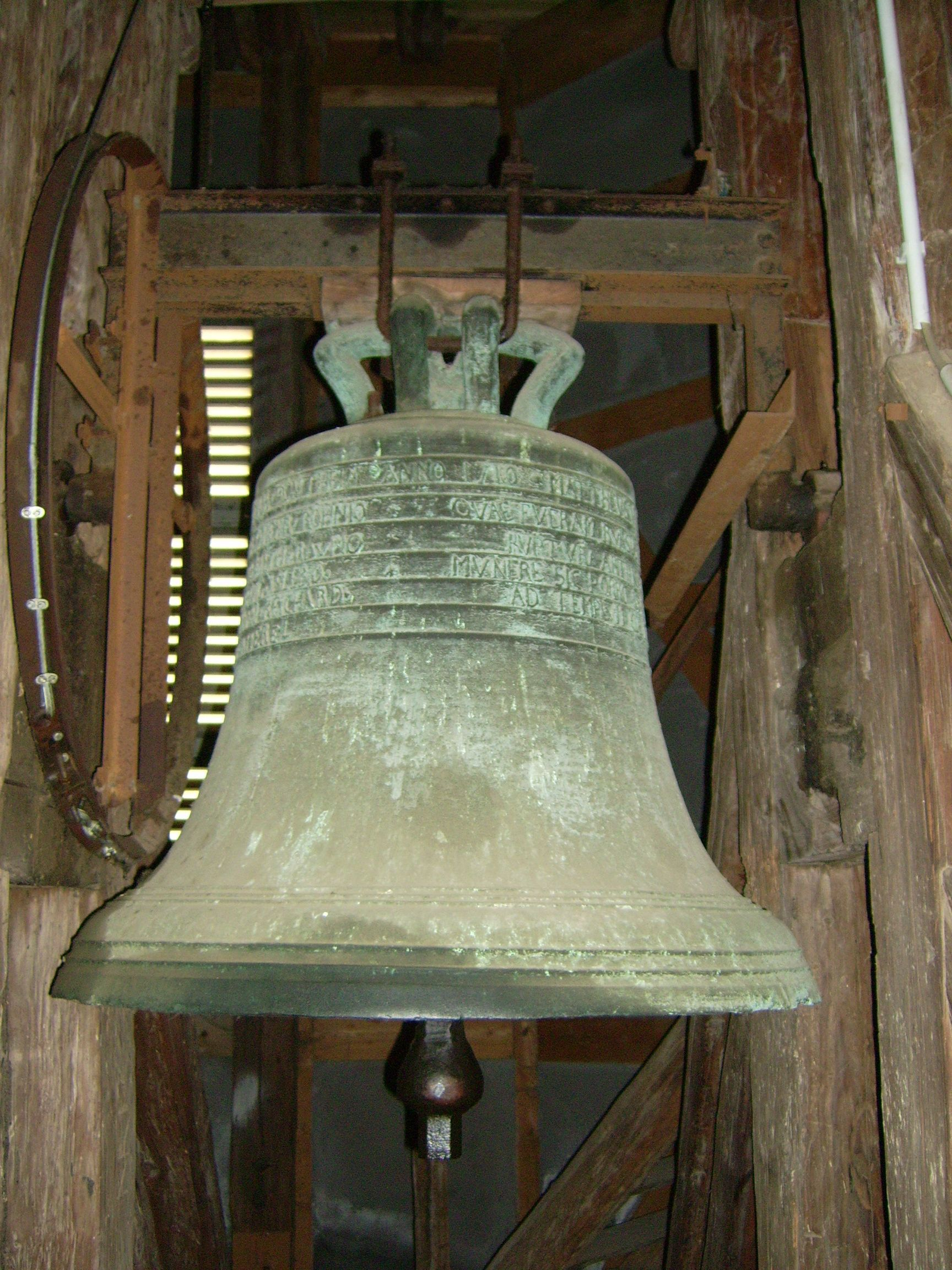
Ulrich-Glocke

Im Turm läuten drei Bronzeglocken. Beim Kirchenbrand 1719 waren die drei Vorgängerglocken geschmolzen. Die größte Glocke wurde 1719 von Johann Christoph Rose (Oßmannstedt) gegossen. Nachdem die mittlere 1942 zu Kriegszwecken abgeliefert werden musste und nicht zurückkehrte, wurde der Gemeinde 1950 aus Sondheim v.d. Rhön geschenkweise ein Glocke überlassen. Die Sondheimer Glocken lagerten durch Rückführung bei Schilling in Apolda. So konnte die 1710 von Matthäus Ulrich gegossene Glocke am 22. Dezember 1950 in den Turm gehängt und am ersten Weihnachtsfeiertag (25. Dezember 1950) geweiht werden. Sie ist reich verziert. Auf ihren Schultern ist zu lesen: / ANNO 1710 MATTHAEUS ULRICH VON OST HEIM GOS MICH// OVAE FVERAM RVRSVS TVBA SVM DE TVRRE CANORA.//[ RVPTVRA ARTTFICIS [DESI] DESIIT ESSE MANV// MVNERE SIC PORRO QVO QVONDAM FVNGOR EODEM//AD TEMPLVM COETVS ACCELERARE  IVBENS//BAV HERN  H  V  W  D  B  S  HEILIGE  M  H  F M  VALTEN  AMEREL/. (Die Übertragung lautet: Die Glocke, die ich gewesen, bin ich wieder, der Schar vom Turm aus wohlklingend, durch die Hand des Künstlers hörte der Riss auf zu sein, Ich verrichte wie einst dieselbe Aufgabe,indem ich auffordere, zur Versammlung ins Gottes-)Haus zu eilen.) Auf der anderen Seite ist zu lesen:  /SOLI DEO GLORIA SONDHEIM//T.T. PRAEFECTO DN.IO. HENB. ROHNIO //INSPECTORE DN. BALTH. RAVPIO //PASTORE DN.GEORG. ISLEBIO //SCHVLTES JOHANN. REICHARD/. Die Kleinste wurde 1951 von Franz Schilling Söhne (Apolda) gegossen.